# Лафайет (Индиана)
Вижте пояснителната страница за други значения на Лафайет.
Лафайет (на английски: Lafayette) е град в Индиана, Съединени американски щати, административен център на окръг Типикану.
Основан е през 1825 г. като пристанище на река Уобаш. Населението му е 72 390 души (по приблизителна оценка за 2017 г.).
В Лафайет е роден рокпевецът и музикант Аксел Роуз, както и Изи Страдлин (р. 1962).